# Stadshagsberget

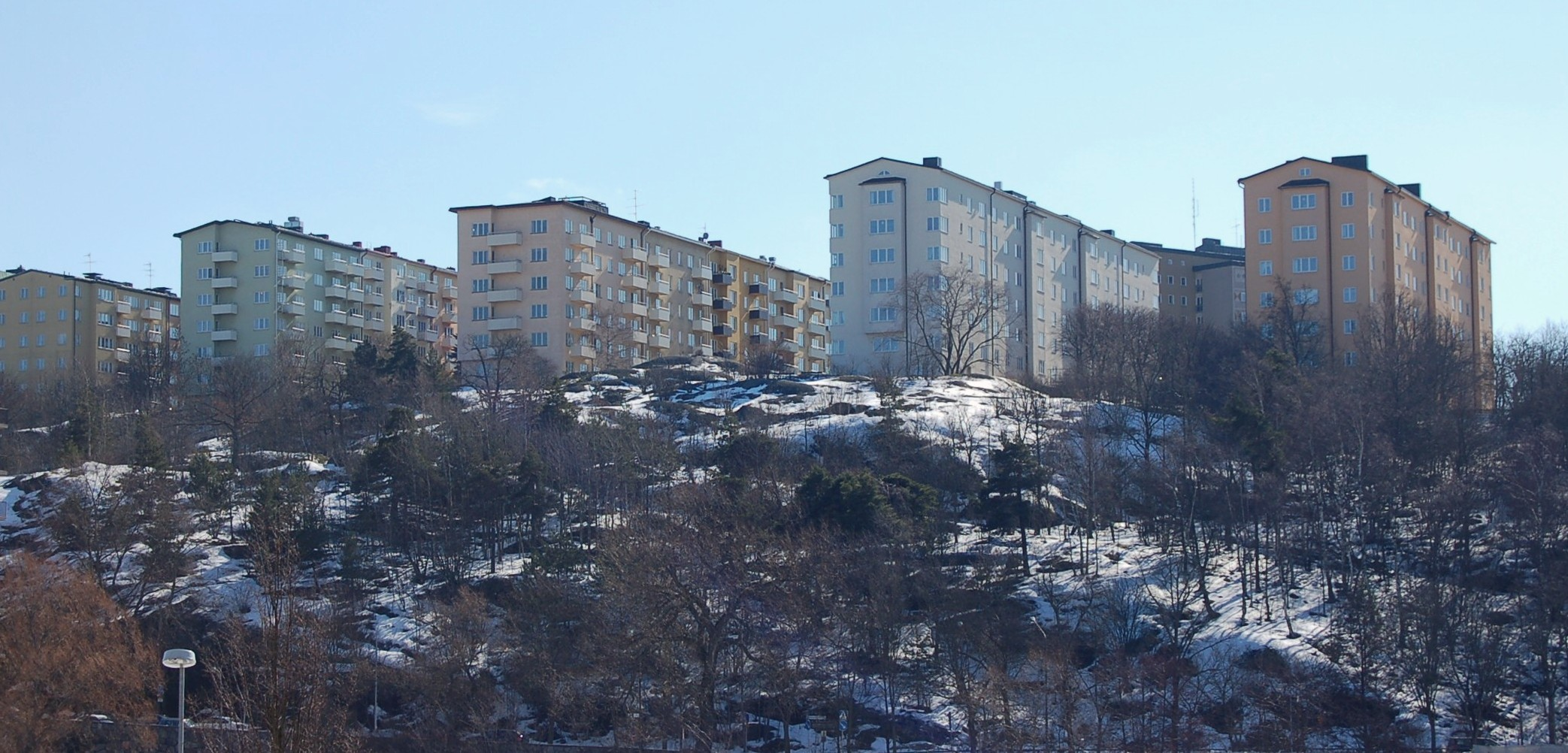
Stadshagsberget från Karlbergs slott.

Stadshagsberget är ett berg i Stadshagen på nordvästra Kungsholmen, Stockholm. Bergets topp utgör Kungsholmens högsta naturliga punkt med 52 meter över havet.
År 1885 invigdes här en av Stockholms tidiga vattenreservoarer, som kallades Vattenborgen. Anläggningen revs 1934 för att bereda plats för ny bostadsbebyggelse. Då anlades även den lilla parken, Stadshagsplan i vars norra del Stadshagsbergets högsta punkt ligger. Berget stupar brant ner mot norr och Igeldammsgatan. Från bergets topp har men en fin utsikt över Karlbergs slott och Vasastan.